# Melicertus hathor
Melicertus hathor är en kräftdjursart som beskrevs av Martin D. Burkenroad 1959. Melicertus hathor ingår i släktet Melicertus och familjen Penaeidae. Inga underarter finns listade i Catalogue of Life.